# آندریاس تولزر
آندریاس تولزر (آلمانی: Andreas Tölzer؛ زادهٔ ۲۷ ژانویهٔ ۱۹۸۰) جودوکار اهل آلمان بود.
وی همچنین برندهٔ جوایزی همچون برگ بوی نقره‌ای شده‌است.